# Sphex gaullei
Sphex gaullei là một loài côn trùng cánh màng trong họ Sphecidae, thuộc chi Sphex. Loài này được Berland miêu tả khoa học đầu tiên năm 1927.